# 부흐너 깔때기

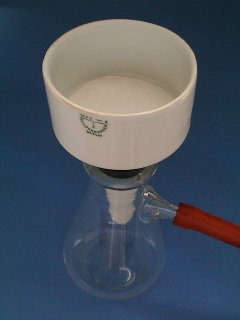

뷰흐너 깔때기(Büchner funnel)는 여과시 사용하는 실험실 장비의 한 부분이다. 간단한 실험에서는 주로 감압 플라스크와 함께 사용한다. 깔때기의 여과면에는 많은 구멍이 뚫려 있는데, 여과할 때 크기에 맞게 거름종이를 잘라 여과면에 밀착시킨다. 그 후 감압장치를 이용해 압력을 줄이면 용액이 빨려들어가듯이 안쪽으로 떨어지며 여과된다. 독일의 화학자 에드아르트 뷰흐너가 발명했다고 알려져 있지만, 에른스트 뷔히너가 발명자다. 즉, 화학자인 Buchner과 발명자인 Büchner가 바뀌어서, 뷰흐너 여과기로 불리게 된 것이다.

## 같이 보기
- 여과
- 흡인기